# Otto Fleischmann (Ingenieur)
Otto Martin Fleischmann (* 22. Oktober 1892 in München; † 25. Oktober 1953) war ein deutscher Ingenieur und Postbeamter.

## Leben
Von 1898 bis 1902 besuchte Otto Fleischmann die Volks- und von 1902 bis 1911 die Oberrealschule in München. 1911 schloss er die Schule mit dem Abitur ab und begann bis Kriegsbeginn 1914 ein Studium an der Technischen Hochschule München.
Fleischmann diente im Ersten Weltkrieg und wurde bis zum Leutnant der Reserve befördert.
Nach dem Krieg nahm er das Studium wieder auf und schloss es im November 1919 als Diplom-Ingenieur ab. Anschließend wurde er Revisionsingenieur beim Bayerischen Revisionsverein. Er trat Anfang Oktober 1921 als wissenschaftlicher Hilfsarbeiter der Oberpostdirektion München in den Höheren Postdienst ein. Am 17. Mai 1924 wurde er Postassessor und wechselte dann zur Oberpostdirektion Würzburg. Es folgt am 18. April 1925 erst seine Beförderung zum Telegraphendirektor und dann am 25. Oktober 1929 zum Postrat.
Zum 1. September 1932 trat er der NSDAP bei (Mitgliedsnummer 1.175.475). Nach der Machtergreifung der Nationalsozialisten war er von 6. Juli 1934 bis 10. April 1935 Präsident der Reichspostdirektion München und bis 30. November 1934 zeitgleich der Leiter der Abwicklungsstelle der Abteilung München des Reichspostministeriums.
Im Jahr 1935 bezog er Stellung zur Funktion der Briefmarken wie folgt: „Die Briefmarke hat von Seiten der Deutschen Reichspost aus gesehen, zwei Aufgaben: Sie hat in erster Linie der Gebührenverrechnung zu dienen, sie muß aber zweitens ihre auch in Deutschland immer mehr erkannte Aufgabe als Propagandamittel für nationale, kulturelle, soziale und wirtschaftliche Einrichtungen und Ziele erfüllen.“
Vom 10. April 1935 an war er als Leiter der Organisations- und Wirtschaftsabteilung im Reichspostministerium Berlin tätig. Am 1. Juni 1935 wurde er hier Ministerialdirektor. Zum 23. März 1938 wurde er Leiter der Abwicklungsstelle des Reichspostministeriums für das Land Österreich und vom 4. Oktober bis 8. Dezember 1939 in Personalunion Beauftragter der Reichspostverwaltung beim Reichskommissar für die sudetendeutschen Gebiete, welcher die Aufgabe hatte die Überführung des Post- und Fernmeldewesens des Sudetenlandes auf die Reichspost vorzunehmen. Ab Januar 1939 war er Leiter der Abteilung II (Fernsprechwesen, Fernkabel- und Fernleitungsnetz).
Beim NSFK stieg er am 17. April 1939 bis zum NSFK-Oberführer auf. 1937 war er erst NSFK-Standartenführer und im gleichen Jahr noch Sonderbeauftragter des NSFK beim Reichspostministerium und fungierte bereits seit 1937 für diese NS-Organisation als Sonderbeauftragter beim Reichspostministerium. Er gehörte mehreren Aufsichtsräten, u. a. der Deutsche Betriebsgesellschaft für drahtlose Telegraphie m.b.H. (Berlin), an. 1942 trat er aus der katholischen Kirche aus.
1945 wurde Otto Fleischmann interniert und erlitt 1946 einen Schlaganfall, welcher ihn dienstunfähig werden ließ. Am 7. Juli 1948 wurde er im Entnazifizierungsverfahren als Mitläufer eingestuft. Anfang April 1951 wurde er in den Ruhestand versetzt. Er starb kurz nach seinem 61. Geburtstag.

## Werke (Auswahl)
- Vier Jahre Kraftfahrt der Deutschen Reichspost. In: Die Reichspost im Staate Adolf Hitlers Festausgabe der Deutschen Verkehrs-Zeitung aus Anlass des 65. Geburtstages des Reichspostministers Dr. Ing.e.h. Ohnesorge am 8. Juni 1937, G. Koenig, 1937, S. 47–62.